# Peter Lindegaard
Peter Lindegaard, född 16 januari 1758 i Egense på Fyn, död 26 oktober 1832, var en dansk trädgårdsmästare. 
Lindegaard kom vid 14 års ålder i lära på Hvidkilde hos trädgårdsmästare Posern, som var tysk. Sina kunskaper från byskolan lyckades han utvidga genom att tala tyska med de många tyskar som var anställda på gården och en guvernant på gården undervisade honom i franska. År 1779 kom han i lära hos trädgårdsmästare Dørschel vid Rosenborgs slott. Då han hade varit lärling under tre år, blev han 1782 gesäll och förblev i denna ställning till 1783, då han reste till Nederländerna och fick arbete på Waterland hos Hope. År 1785 fick han en plats som mästergesäll hos den dåvarande trädgårdsmästaren på Rosenborgs slott, Døllner, vars efterträdare han blev 1791. På denna post förblev han intill sin död. Han utgav 1826 Om Vinstokkens Dyrkning saa vel i Drivkasser som i den frie Luft i Danmark, som, översatt efter originalmanuskriptet, redan 1817 hade utkommit på engelska. Han skrev vidare flera anmärkningar i den 1802–1829 utkommande översättningen av Blotz’ och Christs Havekunsten, liksom han även i denna skrev originalbidrag om vinstockens behandling och odling samt om odling av persikoträd. Han var korresponderande medlem av The Horticultural Society i London och skrev avhandlingar till den av detta sällskap utgivna tidskriften (årgang 1823).

## Utmärkelser
- Förtjänstmedaljen i guld,  1803[3]
- Dannebrogsmännens hederstecken,  1809[3]
- Riddare av Dannebrogorden,  1828[3]

[Redigera Wikidata]